# Premier League
Premier League er en professionel engelsk fodboldliga. Det er den øverste liga, og er placeret over den næstbedste række The Championship. Den blev oprettet som erstatning til Football League First Division.
Der er tyve hold i ligaen. De møder hver modstander to gange i løbet af en sæson: Én gang hjemme og én gang ude. Dvs., at der spilles 38 kampe på én sæson. Efter sæsonen rykker de tre lavest placerede hold ned i The Championship.
Fra Premier Leagues start blev ligaen domineret af Manchester United. Selv om Manager Sir Alex Ferguson havde haft en hård begyndelse og faktisk var ved at blive fyret fra klubben, lykkedes det "The Red Devils" at overtage Liverpools dominans i engelsk fodbold, sådan at Manchester United i dag er ligeså vindende som Liverpool og deler pladsen som Englands mest succesrige klub.
De 2 mest kendte hold i Premier League betragtes som "Class of 92" fra Manchester United samt Arsenals "The invincibles 2003-2004. "Class of 92" var et kuld af unge spillere, som Alex Ferguson satsede på i sæsonen 1995 - et meget ungt hold, der blandt andet bestod af David Beckham, Ryan Giggs, Paul Scholes, Phil Neville, Gary Neville og Nicky Butt. Efter debut'en, hvor holdet tabte til Aston Villa, konstaterede tidligere Liverpool-spiller og TV-kommentator, Allan Hansen "You can't win anything with kids" - hvorefter "drengene" rent faktisk sluttede året som mester, og også udgjorde grundstammen i det hold, der i 1999 vandt The Treble (Premier League, FA Cup og Champions League).
I sæsonen 2003-2004 præsterede Arsenal at gøre det samme, som Preston North End lykkedes med helt tilbage i 1889: At spille en hel Premier League sæson uden at tabe i ligaen. Dette gav dem (også inspireret af Preston North End) det fortjente tilnavn "The invincibles". Ingen andre hold har præsteret dette før eller siden.
I Danmark sendes ligaen på Xee, TV3+ og og TV3 Max - og alle kampe kan streames på Viaplay.

## Rekorder i Premier League
- Flest scorede mål i Premier League :  Alan Shearer, Blackburn Rovers og Newcastle : 260 mål
- Flest mål i 1 sæson:  Erling Haaland (2022-2023): 36 mål
- Flest assist i Premier League:  Ryan Giggs: 162 assist
- Flest "clean sheets" i Premier League:  Petr Čech: 202 kampe
- Flest Premier League kampe :  Gareth Barry, 653 kampe (1998-2018)
- Flest Premier League sæsoner :  Ryan Giggs: 22 sæsoner (1992-2014)
- Flest Premier League titler :  Ryan Giggs : 13 Premier League titler
- Flest kampe i træk med scoring i Premier League:  Jamie Vardy: 11 kampe
- Flest Premier League kampe i træk:  Brad Friedel: 310 kampe
- Hurtigste røde kort i Premier League: 13 sekunder -  Kevin Pressman spillede for Sheffield Wednesday mod Wolverhampton Wanderers 13 August 2000

## Europæisk kvalifikation
I sæsonen 2024-25 kvalificerede følgende hold sig til de europæiske turneringer.
- Nr. 1-4: UEFA Champions League
- Nr. 5-6: Europa League
- Nr. 7: Europa Conference League

## Vindere af Premier League (antal titler inkl. Football League First Division)
| Sæson   | Klub                   |
| ------- | ---------------------- |
| 1992–93 | Manchester United (8)  |
| 1993–94 | Manchester United (9)  |
| 1994–95 | Blackburn Rovers (3)   |
| 1995–96 | Manchester United (10) |
| 1996–97 | Manchester United (11) |
| 1997–98 | Arsenal (11)           |
| 1998-99 | Manchester United (12) |
| 1999–00 | Manchester United (13) |
| 2000–01 | Manchester United (14) |
| 2001–02 | Arsenal (12)           |
| 2002–03 | Manchester United (15) |
| 2003–04 | Arsenal (13)           |
| 2004–05 | Chelsea (2)            |
| 2005–06 | Chelsea (3)            |
| 2006–07 | Manchester United (16) |
| 2007–08 | Manchester United (17) |
| 2008–09 | Manchester United (18) |
| 2009–10 | Chelsea (4)            |
| 2010–11 | Manchester United (19) |
| 2011–12 | Manchester City (3)    |
| 2012–13 | Manchester United (20) |
| 2013–14 | Manchester City (4)    |
| 2014–15 | Chelsea (5)            |
| 2015–16 | Leicester City         |
| 2016–17 | Chelsea (6)            |
| 2017–18 | Manchester City (5)    |
| 2018–19 | Manchester City (6)    |
| 2019–20 | Liverpool (19)         |
| 2020-21 | Manchester City (7)    |
| 2021-22 | Manchester City (8)    |
| 2022-23 | Manchester City (9)    |
| 2023-24 | Manchester City (10)   |
| 2024-25 | Liverpool (20)         |

### Mesterskaber (inkl. Football League First Division)
Der er 24 klubber som har vundet det engelske mesterskab.
Hold i fed spiller i den nuværende sæson Premier League 2025-26.
| Rank | Klub                 | Vinder | Andenplads | Sæson 1. plads | Sæson 2. plads |
| ---- | -------------------- | ------ | ---------- | --- | --- |
| 1    | Manchester United    | 20     | 17         | 1907–08, 1910–11, 1951–52, 1955–56, 1956–57, 1964–65, 1966–67, 1992–93, 1993–94, 1995–96, 1996–97, 1998–99, 1999–00, 2000–01, 2002–03, 2006–07, 2007–08, 2008–09, 2010–11, 2012–13 | 1946-47, 1947-48, 1948-49, 1950-51, 1958-59, 1963-64, 1967-68, 1979-80, 1987-88, 1991-92, 1994–95, 1997–98, 2005–06, 2009–10, 2011–12, 2017–18, 2020–21 |
| 1    | Liverpool            | 20     | 15         | 1900-01, 1905-06, 1921-22, 1922-23, 1946–47, 1963–64, 1965–66, 1972–73, 1975–76, 1976–77, 1978–79, 1979–80, 1981–82, 1982–83, 1983–84, 1985–86, 1987–88, 1989–90, 2019–20, 2024–25 | 1898–99, 1909–10, 1968–69, 1973–74, 1974–75, 1977–78, 1984–85, 1986–87, 1988–89, 1990–91, 2001–02, 2008–09, 2013–14, 2018–19, 2021–22                   |
| 3    | Arsenal              | 13     | 11         | 1930–31, 1932–33, 1933–34, 1934–35, 1937–38, 1947–48, 1952–53, 1970–71, 1988–89, 1990–91, 1997–98, 2001–02, 2003–04                                                                | 1925–26, 1931–32, 1972–73, 1998–99, 1999–00, 2000–01, 2002–03, 2004–05, 2015–16, 2022–23, 2023-24                                                       |
| 4    | Manchester City      | 10     | 6          | 1936–37, 1967–68, 2011–12, 2013–14, 2017–18, 2018–19, 2020-21, 2021-22, 2022-23, 2023-24                                                                                           | 1903–04, 1920–21, 1976–77, 2012–13, 2014–15, 2019–20 |
| 5    | Everton              | 9      | 7          | 1890–91, 1914-15, 1927-28, 1931-32, 1938-39, 1962–63, 1969–70, 1984–85, 1986–87 | 1889–90, 1894–95, 1901–02, 1904–05, 1908–09, 1911–12, 1985–86                                                                                           |
| 6    | Aston Villa          | 7      | 10         | 1893–94, 1895–96, 1896–97, 1898–99, 1899–00, 1909–10, 1980–81 | 1888–89, 1902–03, 1907–08, 1910–11, 1912–13, 1913–14, 1930–31, 1932–33, 1989–90, 1992–93                                                                |
| 7    | Sunderland           | 6      | 5          | 1891-92, 1892-93, 1894-95, 1901-02, 1912-13, 1935-36 | 1893–94, 1897–98, 1900–01, 1922–23, 1934–35 |
| 8    | Chelsea              | 6      | 4          | 1954–55, 2004–05, 2005–06, 2009–10, 2014–15, 2016–17 | 2003–04, 2006–07, 2007–08, 2010–11 |
| 9    | Newcastle United     | 4      | 2          | 1904-05, 1906-07, 1908-09, 1926-27 | 1995–96, 1996–97 |
| 10   | Sheffield Wednesday  | 4      | 1          | 1902-03, 1903-04, 1928-29, 1929-30 | 1960–61 |
| 11   | Wolverhampton        | 3      | 5          | 1953–54, 1957–58, 1958–59 | 1937–38, 1938–39, 1949–50, 1954–55, 1959–60 |
| 12   | Leeds United         | 3      | 5          | 1968-69, 1973-74, 1991–92 | 1964–65, 1965–66, 1969–70, 1970–71, 1971–72 |
| 13   | Huddersfield Town    | 3      | 3          | 1923–24, 1924–25, 1925–26 | 1926–27, 1927–28, 1933–34 |
| 14   | Blackburn Rovers     | 3      | 1          | 1911-12, 1913-14, 1994–95 | 1993–94 |
| 15   | Preston North End    | 2      | 6          | 1888–89, 1889-90 | 1890–91, 1891–92, 1892–93, 1905–06, 1952–53, 1957–58 |
| 16   | Tottenham Hotspur    | 2      | 5          | 1950–51, 1960–61 | 1921–22, 1951–52, 1956–57, 1962–63, 2016–17 |
| 17   | Derby County         | 2      | 3          | 1971–72, 1974–75 | 1895–96, 1929–30, 1935–36 |
| 18   | Burnley              | 2      | 2          | 1920–21, 1959–60 | 1919–20, 1961–62 |
| 19   | Portsmouth           | 2      | 0          | 1948–49, 1949–50 | |
| 20   | Sheffield United     | 1      | 2          | 1897-98 | 1896–97, 1899–00 |
| 20   | West Bromwich        | 1      | 2          | 1919-20 | 1924–25, 1953–54 |
| 20   | Ipswich Town         | 1      | 2          | 1961–62 | 1980–81, 1981–82 |
| 20   | Nottingham Forest    | 1      | 2          | 1977–78 | 1966–67, 1978–79 |
| 24   | Leicester City       | 1      | 1          | 2015–16 | 1928–29 |
| 25   | Bristol City         | 0      | 1          | Aldrig vundet | 1906–07 |
| 25   | Oldham Athletic      | 0      | 1          | Aldrig vundet | 1914–15 |
| 25   | Cardiff City         | 0      | 1          | Aldrig vundet | 1923–24 |
| 25   | Charlton Athletic    | 0      | 1          | Aldrig vundet | 1936–37 |
| 25   | Blackpool            | 0      | 1          | Aldrig vundet | 1955–56 |
| 25   | Queen's Park Rangers | 0      | 1          | Aldrig vundet | 1975–76 |
| 25   | Watford              | 0      | 1          | Aldrig vundet | 1982–83 |
| 25   | Southampton          | 0      | 1          | Aldrig vundet | 1983–84 |

Liverpools sejr i sæsonen 2019–20 var betinget af at sæsonen, pga. Covid-19, blev sat på pause efter 30 spillerunder.
Arsenal er den klub, som har været i den øverste engelske række længst tid, siden 1915.

### Kort
| London Aston Villa Newcastle United Brighton & · Hove Albion Bournemouth Everton Liverpool Manchester City Manchester United Newcastle United Nottingham Forest Wolverhampton Wanderers Southampton Leicester City Ipswich Town London hold · Arsenal · Brentford · Chelsea · Crystal Palace · Fulham · Tottenham Hotspur · West Ham United Lokationen af klubberne for 2024–25 Premier League sæsonen | Arsenal Chelsea Crystal Palace Tottenham Hotspur Brentford West Ham United Fulham Londons Premier League klubber |

## Transfers
Premier League har udviklet sig til at være en af verdens dyreste ligaer. Top 5 af de klubber, der har brugt flest penge siden Premier Leagues start i 1992 ifølge "The Transfer League":[kilde mangler]
| Klub              | Indkøb brutto £ | Mesterskaber | £/ mesterskab |
| ----------------- | --------------- | ------------ | ------------- |
| Chelsea           | 1.785.000.000   | 5            | 357.000.000   |
| Manchester City   | 1.532.000.000   | 5            | 306.400.000   |
| Liverpool         | 885.000.000     | 1            | 885.000.000   |
| Tottenham         | 754.000.000     | 0            | -             |
| Manchester United | 576.050.000     | 13           | 44.311.538    |

## Sponsorer
Ligaens officielle navn var tidligere "Barclays Premier League" af sponsorårsager.

## Klubber i Premier League 2025/26
- AFC Bournemouth
- Arsenal F.C.
- Aston Villa F.C.
- Brentford F.C.
- Brighton & Hove Albion F.C.
- Burnley F.C.
- Chelsea F.C.
- Crystal Palace F.C.
- Everton F.C.
- Fulham F.C.
- Leeds United F.C.
- Liverpool F.C.
- Manchester City F.C.
- Manchester United F.C.
- Newcastle United F.C.
- Nottingham Forest F.C.
- Sunderland A.F.C.
- Tottenham Hotspur F.C.
- West Ham United F.C.
- Wolverhampton Wanderers F.C.